# Grammosciadium confertum
Grammosciadium confertum là một loài thực vật có hoa trong họ Hoa tán. Loài này được Hub.-Mor. & Lamond mô tả khoa học đầu tiên năm 1971.